# Гильейру
Гильейру (порт. Guilheiro) — район (фрегезия) в Португалии,  входит в округ Гуарда. Является составной частью муниципалитета Транкозу. По старому административному делению входил в провинцию Бейра-Алта. Входит в экономико-статистический  субрегион Бейра-Интериор-Норте, который входит в Центральный регион. Население составляет 126 человека на 2021 год. Занимает площадь 14,68 км².
Покровителем района считается Апостол Пётр (порт. São Pedro). 